# Palazzo Natoli
Palazzo Natoli è un palazzo barocco settecentesco nel centro storico di Palermo, che appartenne alla famiglia Natoli.

## Storia
Edificato nel 1765 in un dedalo di vicoli che si intersecano tra di loro.
Sulla facciata del palazzo si trova lo stemma dei Natoli: una torre merlata, da cui fuoriesce un vessillo e alla quale si appoggia un leone rampante. A ridosso del mascherone con la fronte bendata si trova la data e la seguente scritta:
( Gioacchino di Marzo (a cura di), Diari della città di Palermo dal secolo XVI al XIX, Vol. XIII, Lauriel, 1874,  p. 231.)
Gli interni vedono un elegante scalone a due rampe, caratterizzato da un atrio di ingresso molto grande e scenografico e da diversi ambienti interni riccamente affrescati e decorati con stucchi.
Nei saloni interni sono di valore artistico il ciclo di affreschi di Gioacchino Martorana e della sua scuola con varie scene allegoriche: in una pittura ovale viene raffigurata una "Madonna con Bambino che prega San Vincenzo Ferreri" tra un gruppo di angeli che compaiono in mezzo a nuvole, del Martorana è “l'Assunta tra angeli e arcangeli" che ricopre il soffitto di un ampio salone, realizzata su commissione del marchese Vincenzo Natoli, secondo il De Spuches, in ricordo della moglie Maria Sieripepoli, spirata durante la costruzione del Palazzo stesso.
Restaurato, e catalogato dagli esperti della Soprintendenza delle belle arti nell'ambito del progetto "Carta del rischio", il palazzo è, a partire dagli anni 2000, frazionato in appartamenti privati, e in parte trasformato in hotel.